# Inocellia brunni
Inocellia brunni là một loài côn trùng trong họ Inocelliidae thuộc bộ Raphidioptera. Loài này được Navás miêu tả năm 1915.